# Sandman – Kurze Leben
Kurze Leben (Originaltitel Brief Lives) ist die siebte Sammlung von Ausgaben der DC-Comics-Serie Sandman, geschrieben von Neil Gaiman, illustriert von Jill Thompson, Vince Locke und Dick Giordano und gelettert von Todd Klein.
Die Ausgaben dieser Sammlung erschienen zuerst 1992 und 1993. Die Sammlung erschien als Paperback und Hardcover 1994.

## Inhalt
Die Handlung dieser Sammlung nimmt Handlungsfäden aus Die Zeit des Nebels und der Orpheusgeschichte aus Fabeln und Reflexionen wieder auf und handelt zum größten Teil von den Ewigen, denen mehr Platz eingeräumt wird als in den anderen Folgen der Serie.
Die Haupthandlung ist strukturell eine Quest: Dream und seine jüngere Schwester Delirium suchen nach ihrem Bruder Destruction, der zu Beginn des Zeitalters der Aufklärung sein Reich und seine Verantwortung aufgegeben hatte. Vorher hat Delirium ihre Geschwister Desire und Despair um Hilfe gebeten, die jedoch ablehnten. Dream, der unter Liebeskummer leidet, ist die Ablenkung dagegen willkommen. Gemeinsam mit Delirium sucht er nach einer Liste Personen in der realen Welt auf, die näheren Kontakt mit Destruction hatten. Weil Destruction aber nicht gefunden werden will, sterben mehrere dieser Kontaktpersonen oder verschwinden, so etwa ein ca. 15.000 Jahre alter Rechtsanwalt, der von einem einstürzenden Gebäude erschlagen wird, ein Schamane, der sich in einen Bären verwandelt, und eine ehemalige Geliebte von Destruction, die mit knapper Not einer Gasexplosion entkommt. Auch die Fahrerin, die Dreams Freund Pharamond ihnen vermittelt (auch er von extremer Langlebigkeit, auf die der Titel des Bandes ironisch anspielt – es heißt, sie tranken zusammen Wein in Babylon) kommt ums Leben. Schließlich begegnen sie der ehemaligen mesopotamischen Liebesgöttin Ishtar, die jetzt in einem Tabledance-Club eine Schwundstufe ihres antiken Lebens führt. Sie hat ebenfalls keine Information über Destructions Aufenthaltsort, legt aber in Erinnerung an ihre frühere Existenz jede Zurückhaltung beim Tanzen ab, wodurch die Zuschauer einen tödlichen Orgasmus erleben und der Club zerstört wird.
Dream erkennt, dass die Suche nur Tod über die Menschen bringt, und bricht zu Deliriums Enttäuschung die Suche ab. Zurück im Traumland nimmt er Kontakt zur ägyptischen Katzengöttin Bastet auf, die in Die Zeit des Nebels noch vorgegeben hatte, Destructions Aufenthaltsort zu kennen, doch erweist sich dies als gelogen. Dream wird von seiner Schwester Death dafür kritisiert, dass er Delirium im Stich gelassen hat, und ändert seine Meinung. Gemeinsam suchen sie ihren Bruder Destiny auf, der ihnen rät, ein Orakel zu befragen. Daraufhin begeben sie sich zu Dreams Sohn Orpheus. Dessen unsterblicher Kopf ist das einzige, was die Mänaden von ihm übrig ließen, und wird seit Jahrtausenden auf einer griechischen Insel gepflegt. Als Belohnung wünscht sich Orpheus von seinem Vater den Tod, was dieser ihm am Ende der Sammlung nach einer Aussöhnung auch gewährt. Das Vergießen von Familienblut, das Dream im Fall von Rose Walker (siehe Das Puppenhaus) noch hatte verhindern können, wird jetzt für ihn unausweichlich, da es für ihn nicht in Frage kommt, der Verantwortung der Dankbarkeit zu entfliehen. Dies legt den Grundstein für den neunten Band Die Gütigen.
Das Gespräch mit Destruction bildet den Mittelpunkt der Sammlung. Destructions Kommentare über Wandlung und Verantwortung kollidieren mit Dreams starrer Auffassung von Verantwortung und Pflicht. Obwohl Dream sich erkennbar selbst verändert, beharrt er darauf, es nicht zu tun, und weigert sich die Konsequenzen in Betracht zu ziehen.
Das Ende der Zusammenkunft zeigt die Unterschiede zwischen der Wandlungsbereitschaft von Destruction und dem starren Pflichtgefüge von Dream. Destruction zieht mit einem zusammengefalteten Taschentuch am Ende eines Stockes ins Universum hinaus. Auf die Frage nach dem Wohin antwortet er: „Nach irgendwo da draußen. Rauf. Weg.“ Dream hingegen nennt seiner Schwester als nächstes Ziel: „Ich muss zurück zum Tempel. Ich muss meinen Sohn töten.“
Der alte Mann, der Orpheus’ Kopf pflegt und am Ende auch beerdigt, bildet den Rahmen der Erzählung. Im ersten Panel heißt es: „Natürlich ist es ein Wunder“ (nämlich das Fortleben des Kopfes), im letzten Panel sagt er: „Es wird ein ganz wunderbarer Tag werden“. Der amerikanische Schriftsteller Peter Straub deutet das im Nachwort als Konsequenz aus der Endlichkeit jeder menschlichen Existenz, auch wenn sie extrem langlebig ist: Angesichts des nahenden Todes gilt es, jeden Tag als etwas Besonderes wahrzunehmen und zu genießen.